# René Hodé
Pour les articles homonymes, voir Hodé.
René Hodé, né le 24 mai 1811 à Marans près de Segré en Maine-et-Loire, mort le 18 octobre 1874 à Angers, est un architecte angevin de style néo-gothique, grand maître du style Troubadour, connu principalement pour la construction du château de Challain-la-Potherie.

## Biographie
Issu d'une famille de huit enfants, son père, René Hodé, ancien couvreur puis receveur des contributions directes, commandait en l'an III (1795) une bande de Chouans dans les communes de La Chapelle-sur-Oudon, de Marans, de Vern-d'Anjou, de Sainte-Gemmes-d'Andigné et de Chazé-sur-Argos et fit sa soumission l'année suivante, avant d'être maire de Marans en 1803 et de reprendre les armes en 1815.
À partir de 1819, l’association paternelle des Chevaliers de l'Ordre royale et militaire de Saint-Louis finance ses études au collège de Combrée. Il entre ensuite le 15 février 1825 à l'école des arts et métiers d'Angers, d'où il sort en 1831. Le 21 juillet 1836, il épouse Marie Lebreton qui lui donne deux fils, René-Nicolas (1840-1878) et Louis-René (1842-1880) qui œuvreront aux côtés de leur père.
Vers 1840, il ouvre son propre cabinet. Sa première réalisation d'importance est La Roche Turpin, qu'il commence en 1844. Son œuvre est essentiellement centrée sur l'architecture privée et il participe rarement aux chantiers publics. Il est considéré comme le chef de file des architectes régionaux spécialisés dans l'architecture néo-gothique, bien qu'il participe à des travaux sur des édifices inspirés d'autres styles.
Au cours de 30 années il édifia 27 châteaux en Maine-et-Loire, Mayenne et les Deux-Sèvres, et aurait ajouté au château de Busset à Busset (03) des "tourelles, mâchicoulis, échauguettes et pinacles".
Le baron de Wismes (Le Maine et l'Anjou historiques, archéologiques et pittoresques, 1865) et Célestin Port (Dictionnaire historique, géographique et biographique de Maine et Loire, 1874) consignent quelques-unes de ses réalisations et relèvent le côté remarquable de plusieurs de ses constructions.

## Œuvres en Maine-et-Loire
- Le château de Chanzeaux[2].
- Le château de Challain-la-Potherie du XIXe siècle[3].
- Le château des Cloîtres (ou du Cloître) de Chemillé construit dans la seconde moitié du XIXe siècle[4].
- Le château de Brignac de Seiches-sur-le-Loir du XIXe siècle, pour Paul de Villoutreys[5].
- Le château de l'Écho, à Chemillé, pour la famille Gourdon.
- Le château des Rues de Chenillé-Changé[6], pour Camille de Rougé.
- Reconstruction du château d'Angrie vers 1850[7].
- L'ancienne mairie de Marans vers 1850
- Reconstruction du château de la Rivière d'Orvault à Loiré dans les années 1860[8].
- Le château de La Mabouillère au Bourg-d'Iré pour le Comte de Falloux.
- Rénovation totale du Château de Montsabert.
- Le château du Pineau à Champ-sur-Layon[9]
- château de la Tremblaye 1862.

## Œuvres en Mayenne
- Château de la Guénaudière, à Grez-en-Bouère

## Galerie de ses constructions

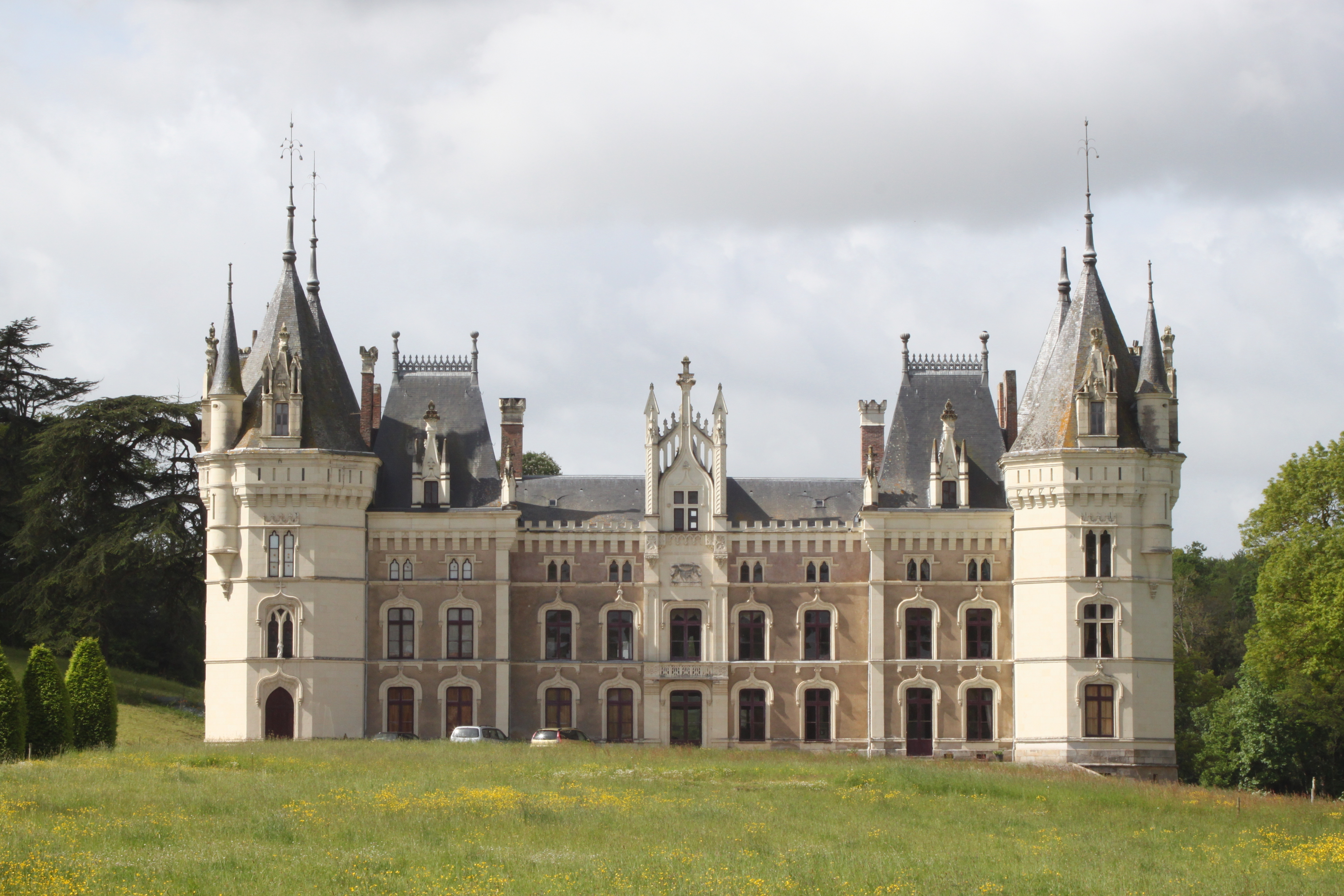
Château de Chanzeaux.
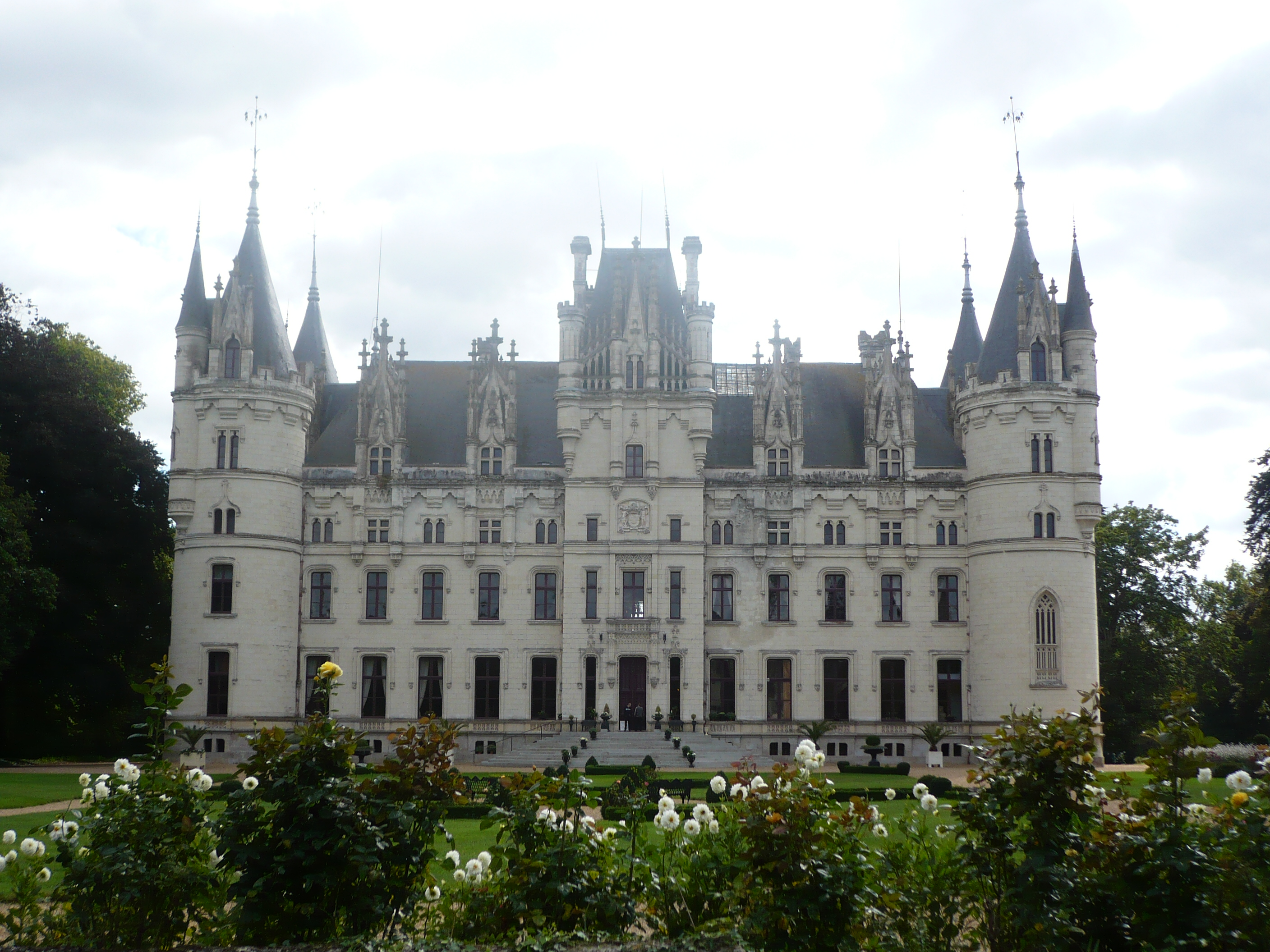
Château de Challain-la-Potherie.
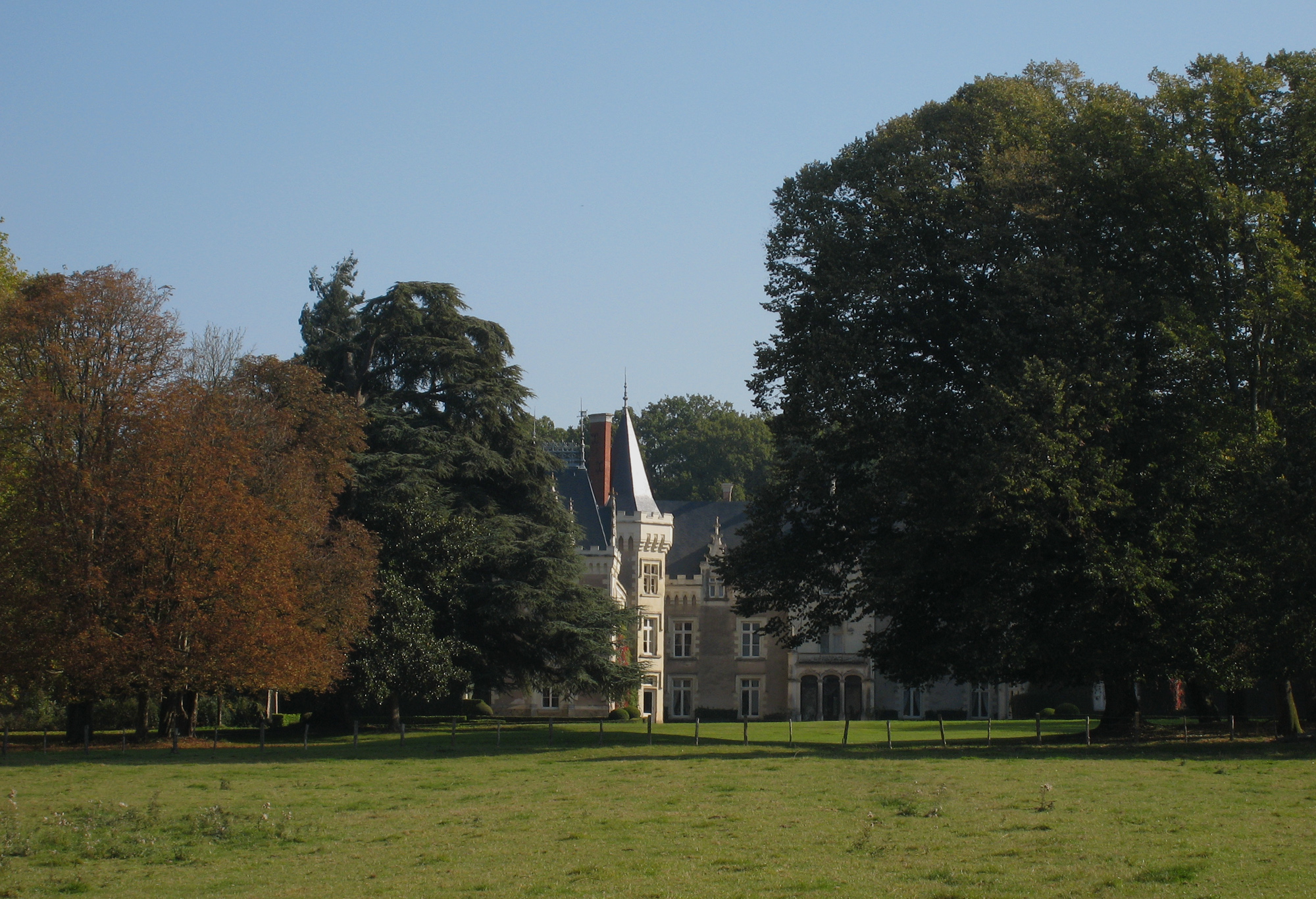
Château des Rues.
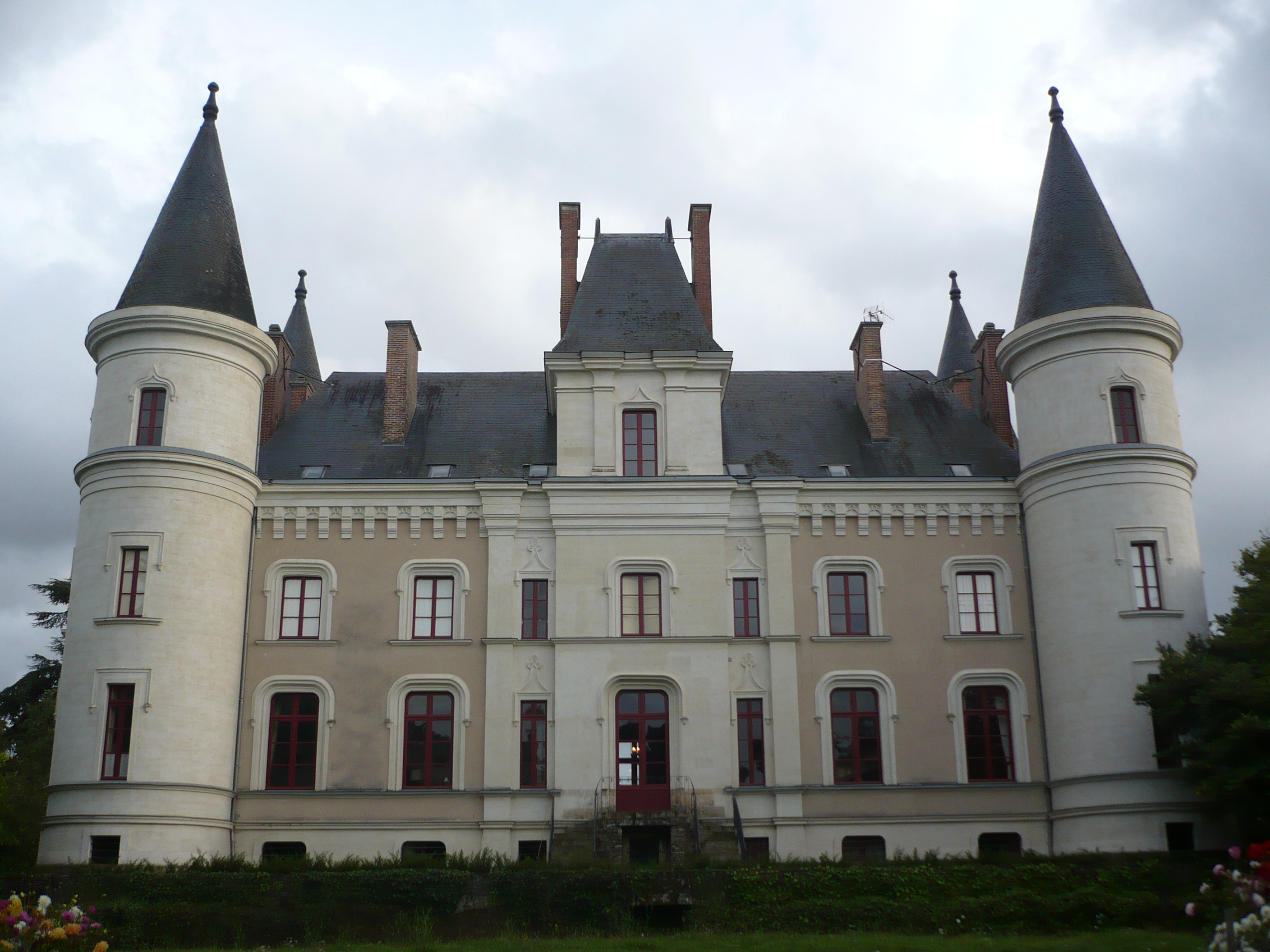
Château d'Angrie.
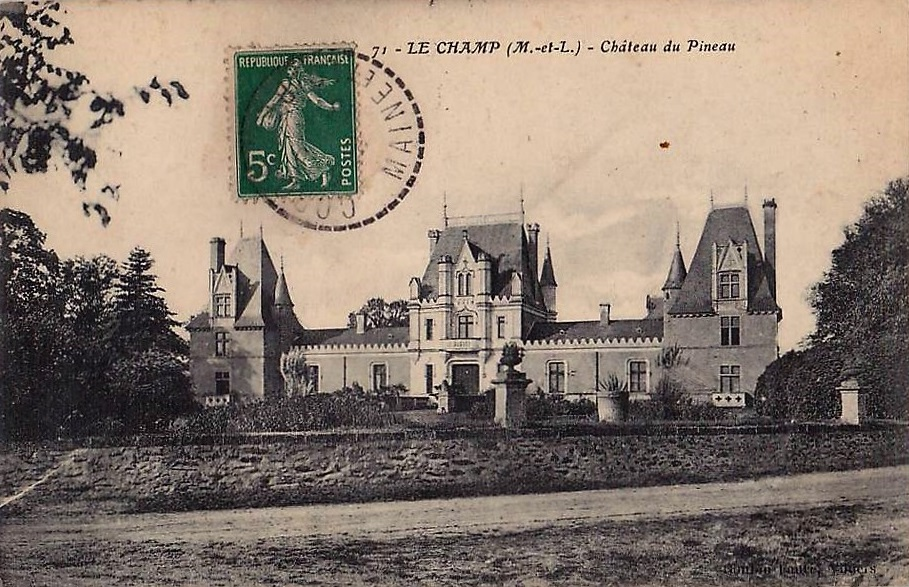
Château du Pineau.